# Panzernahkampfmittel

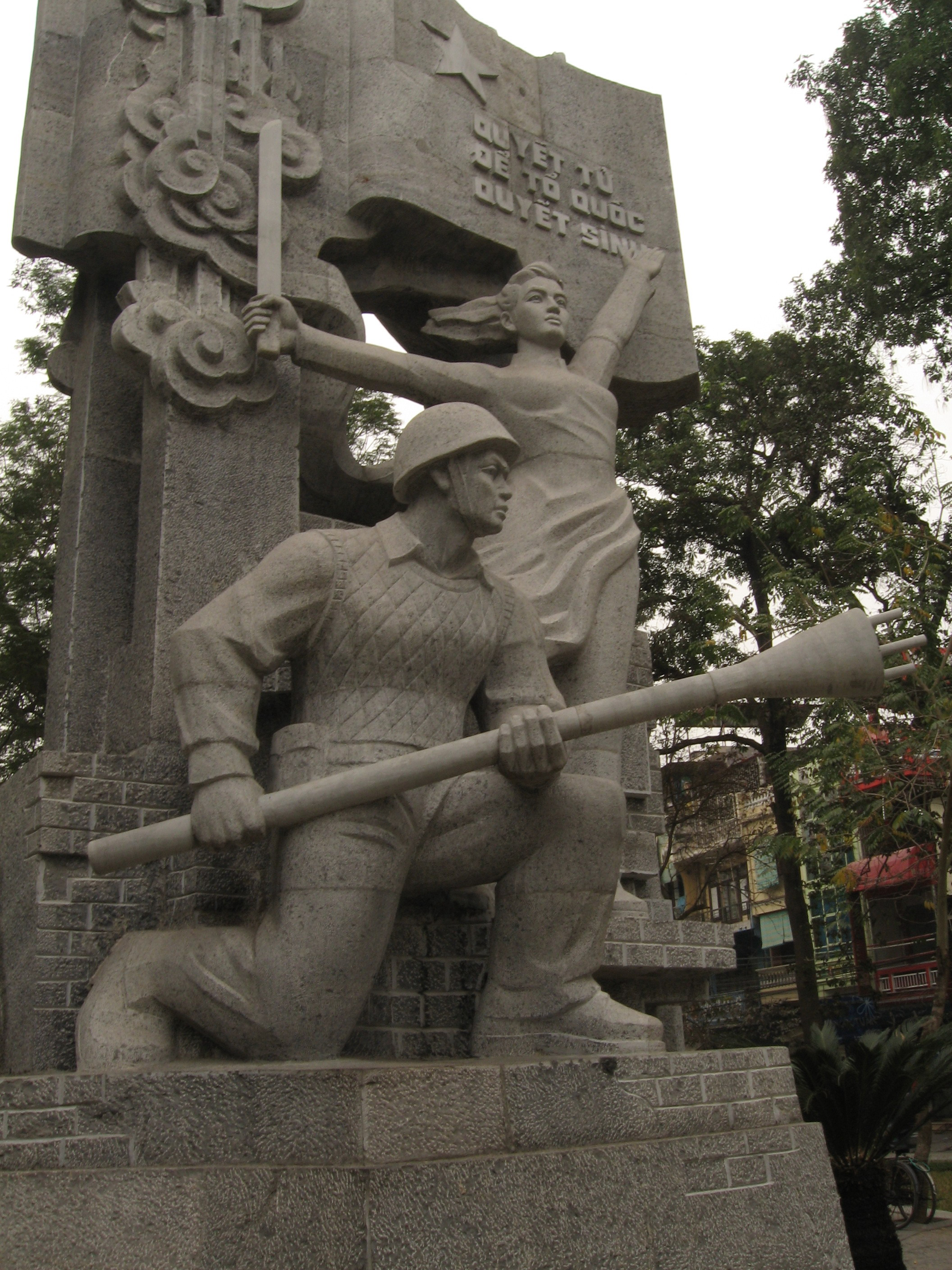
Idealisierendes vietnamesisches Denkmal zeigt einen Kämpfer im Indochinakrieg mit Panzerabwehrwaffe (Stoßmine)

Panzernahkampfmittel sind Behelfs- und Einsatzmittel, die zum Niederkämpfen gepanzerter Fahrzeuge in unmittelbarer Nähe des anzugreifenden Objektes ohne Zuhilfenahme von panzerbrechenden infanteristischen Waffen wie Panzerabwehrkanonen, Panzerfaust, Panzerbüchsen etc. zur Verfügung stehen.

## Formen
Behelfsmittel wie Farbe, Tücher oder Schlamm, die auf Sehschlitze oder Optiken angebracht werden. Dies soll bewirken, dass der Panzerbesatzung die Sicht genommen wird. Auch besteht die eher theoretische Möglichkeit, z. B. mit Eisenstangen die aus dem Panzer herausragenden Kanonen- und MG-Rohre zu verstopfen, um dadurch Rohrkrepierer zu provozieren.
Brandbeschleuniger und Brandmittel, die schnell und einfach als sog. Molotowcocktails hergerichtet werden können, werden vorzugsweise über dem Heck des Panzers zur Entzündung gebracht. Die Hoffnung ist, dass die brennende Flüssigkeit durch Lüftungsschlitze des Motors ins Innere läuft und diesen in Brand setzt, was einen Totalausfall des Panzers bewirken kann.
Hemmende Mittel sind Handgranaten, geballte Ladungen oder dergleichen und werden aus einiger Entfernung auf den Panzer geworfen, in der Hoffnung, seine Bewegungsfähigkeit durch Treffen der empfindlichen Kettenlaufräder zu mindern, bzw. zu unterbinden. Ferner wurden diese durch die Panzerluken geworfen, wozu der Angreifer auf den Panzer klettern musste.
Vernichtende Mittel. Die Anwendung von Panzerminen oder Hafthohlladungen, die zum Teil mit Magneten versehen, auch an fahrenden Panzern wirkungsvoll angebracht werden können, stellt einen direkten Angriff auf den Panzer dar. Hier kommen auch wieder Handgranaten oder geballte Ladungen zum Einsatz. In den bauartbedingten, von außen zugänglichen Hohlräumen des Panzers (Kanonenrohr, Auspuffanlage, Spalten zwischen Turm und Wanne, bzw. Fahrwerk) platziert, verursachen sie empfindliche Schäden bis zur völligen Zerstörung des Panzers.
Bei all diesen Angriffsvariationen mit Panzernahbekämpfungsmitteln ist jedoch als Voraussetzung anzusehen, dass feindliche Panzer nicht durch eigene Infanterietruppen geschützt sind. Da Panzer mit Schutzmaßnahmen gegen diese Art Angriffe ausgestattet sind, ist außerdem im Allgemeinen eine auf das jeweilige Modell angepasste Angriffsart nötig.